# L.V.
L.V. (sigla di "Large Variety"), pseudonimo di Larry Sanders (Los Angeles, 2 dicembre 1960), è un cantante e rapper statunitense, noto per la sua collaborazione con Coolio al singolo Gangsta's Paradise, oltre che per la sua lunga permanenza nei South Central Cartel.

## Biografia

### Primi anni
Larry si avvicinò sin da piccolo alla musica, anche grazie al padre che cantava in un gruppo gospel. Al liceo vinse un concorso per giovani talenti, entrando a far parte del Los Angeles Trade Technical College Choir.

### Carriera
La carriera vera e propria di L.V. cominciò nel 1991, quando entrò a far parte del gruppo gangsta rap South Central Cartel. Il cantante acquisì popolarità nel 1995, quando cantò insieme al rapper Coolio il singolo Gangsta's Paradise, inserito nella colonna sonora del film Pensieri pericolosi di John N. Smith. Questo successo gli permise di firmare un contratto con la Tommy Boy Records, grazie al quale pubblicò il suo primo album da solista, I Am L.V., nel 1996; dall'album venne estratto il singolo Throw Your Hands Up, eseguito insieme a Treach dei Naughty By Nature, che vendette oltre 400 000 copie. L'album contiene anche una versione di Gangsta's Paradise priva delle parti rappate.
Nel 2000 fu pubblicato per la Loud Records il secondo album, How Long, contenente collaborazioni con Raekwon e Shari Watson. Dallo stesso album fu estratto un omonimo singolo nel medesimo anno.
Nel 2010 pubblicò per la Relativity Records il suo terzo album, Hustla 4 Life.
Nel 2012 seguì il suo quarto album, Still L.V.

### Tentato omicidio
Poco dopo la pubblicazione di Hustla 4 Life, L.V. sopravvisse a un tentato omicidio, venendo colpito nove volte a distanza ravvicinata con una pistola. Trascorse otto mesi in ospedale e il successivo anno e mezzo su una sedia a rotelle. In seguito si riprese, recuperando la capacità di camminare senza evidenti difficoltà.

## Discografia

### Album
- I Am L.V. (1996)
- How Long (2000)
- Hustla 4 Life (2010)
- Still L.V. (2012)
- 'The Art Of Making Love (2017)

### Singoli
- Throw Your Hands Up (1996)
- How Long (2000)
- The Art (2013)